# Diego de Grados
Diego de Grados (fl. 1611-1633) fue un compositor y maestro de capilla español.

## Vida
Se desconoce cuál fue su origen, pero se sabe que de niño ingresó en el coro de infantes de la Catedral de Sevilla, donde se formaría musicalmente con el maestro Alonso Lobo.
En 1611 era maestro de capilla de la Capilla de Nuestra Señora del Subterráneo, con sede en la parroquia de San Isidoro. Debido a la falta de músicos, la capilla de la Colegiata de San Salvador se juntaba a menudo con la Capilla de Nuestra Señora del Subterráneo para tocar en fiestas de guardar de las iglesias y en ocasiones externas en la ciudad o inmediaciones:

[...] las quales dichas fiestas son y an de ser de fuera [de la Colegiata de San Salvador] de las que tenemos obligación de dezir en las dichas dos yglesias de que nos pagan salario la fábrica porque a estas fiestas estamos obigados a acudir por razón del dicho salario que gozamos del qual dicho salario no se a de tratar en esta escriptura porque los hemos de aver y gozar según que hasta el día de oy lo avemos llevado y gozado sin dar parte a nadie [...]

Ambas capilla de música eran tratadas de forma igualitaria, ambos maestros aportaban repertorio musical, convocaban a los músicos o multaban a los discordes. El acuerdo era que «[a]mbos maestros se turnarían en la dirección del coro
mensualmente, aunque el segundo debía acudir a cada fiesta para cerciorarse de que no era necesario dividir el coro, pudiendo retirarse una vez comprobado y ganando su parte como si dirigiera.» Aun así, Manuel Cabello mantenía el magisterio en las actuaciones en la Colegiata de San Salvador, por ser su propia iglesia y ser más antiguo. En el caso de que ambas capillas tuvieran que separarse por tener obligaciones simultáneas, la otra capilla podía incorporarse tardíamente en la misa. De esta forma Grados se presentaba en 1614 en Llerena como «clérigo de corona capellán de la yglesia mayor desta ciudad y maestro de capilla de música de la santa iglesia de san Salvador», a pesar de que en esa fecha Manuel Cabello seguía siendo el dueño de la plaza hasta 1628.
Cuando, debido a su avanzada edad, el maestro Lobo no pudo realizar todas sus obligaciones, Grados tomó parte de las tareas, sobre todo la educación de los infantes y jóvenes del coro. En esta función, a partir de 1616 fue maestro de Carlos Patiño, que posteriormente sería maestro de capilla de la Capilla Real de Madrid.
En 1619 es mencionado como maestro de capilla de la «Catedral de Úbeda» en la documentación de las oposiciones al magisterio de la Catedral de Segovia, que se encontraba vacante tras el fallecimiento de Juan de la Bermeja. En ese año Grados opositó a la plaza, pero sin éxito. Grados no aparece en la documentación de la Colegiata de Úbeda como maestro de capilla y en 1619 era maestro Juan Benítez de Riscos, por lo que es posible que Grados fuese maestro en alguna de las otras capillas de música de Úbeda. El 16 de junio de 1620 fue nombrado maestro de capilla de la Colegiata de Berlanga de Duero, que iba unida a una canonjía, para luego regresar a Sevilla como maestro de capilla de la iglesia del Sagrario.
El maestro Simón de Herrera fallecía en 1622 y en septiembre de ese año el cabildo de la Catedral de Plasencia decidía organizar unas oposiciones para ocupar el cargo que había quedado vacante. Grados se presentó en Plasencia como sustituto de maestro de capilla de la Catedral de Sevilla, cuyo titular en ese momento era Francisco de Santiago. En el examen tuvo que enfrentarse a compositores de la talla de Diego de Pontac, que se encontraba en Madrid, perfeccionando su composición con el Maestro Capitán de la Capilla Flamenca; Manuel Rodríguez Galván, maestro de capilla de la Catedral de Badajoz; Juan de Riscos, maestro de la Colegiata de Úbeda; y Jerónimo de León, maestro de capilla de la Colegiata de Medina del Campo. El examinador, Diego de Bruceña, maestro de capilla de la Catedral de Zamora, se decidió por Diego de Grados y el cabildo lo eligió por unanimidad, lo que da crédito de su calidad como compositor.
Sin embargo su calidad musical no impidió que fuese expulsado del cargo por su vida licenciosa y desordenada. Primero, el 7 de junio de 1623 se le retiró la responsabilidad de los infantes, encargándose otro músico de ellos. En segunda votación unánime se decidió despedirlo.
Entre 1625 y 1627 se le localiza como maestro de capilla en el Real Colegio Seminario del Corpus Christi de Valencia. Posteriormente fue readmitido en la Catedral de Plasencia con su antiguo cargo, permaneciendo en el hasta su fallecimiento, que fue en los primeros días de 1633.

## Obra
No se han conservado composiciones del maestro Diego de Grados, aunque hay noticias de una composición suya, un Conceptio tua a nueve voces, que se menciona en el Real Colegio del Corpus Christi de Valencia. También se sabe que sus composiciones, específicamente unos villancicos al sacramento, formaban parte de la biblioteca de música de Juan IV de Portugal, desaparecida en el terremoto de Lisboa de 1755.